# Pinocho (juego)
Pinocho es un juego de naipes similar al póquer con baraja inglesa sin comodines que se utiliza para apostar. Puede ser dos o tres jugadores, aunque lo ideal es que sean cuatro o cinco jugadores.

## Modo de juego
Cada jugador pone una pequeña e igual cantidad de fichas previamente acordada en el centro de la mesa que es llamada "apuesta base", luego el "repartidor", que es el jugador quien tiene las cartas, deberá dar a cada jugador cuatro cartas, que no deben mirarse hasta haberlas recibido todas. Después un jugador abre poniendo una apuesta y los demás deciden si la igualan, si pasan o si la suben. Los que la igualan deben poner la misma cantidad de fichas sobre la mesa, si un jugador pasa significa que se retira de esta mano y si alguien la sube, los que no han pasado deben igualarla o pasar. Solo se puede subir una apuesta tres veces. Después de esto se pasará a la segunda etapa y los que aún no hayan pasado podrán descartar una o dos de las cuatro cartas que se le otorgaron entregándole las cartas al repartidor y este devolviéndole cartas nuevas. Al final los jugadores muestran sus cartas y el que tiene la mejor mano se lleva el pozo.

## Manos del Pinocho
(de más alta a más baja)

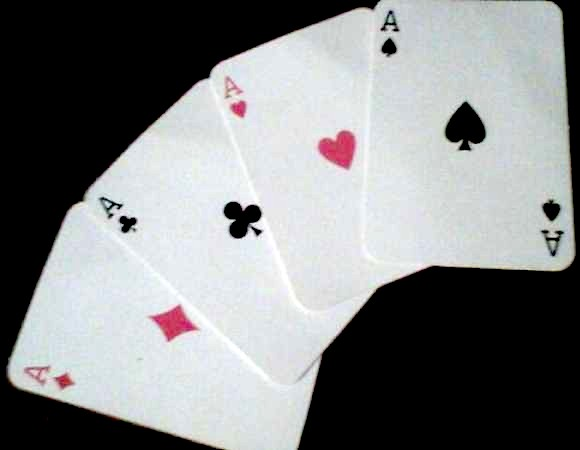
Pinocho.

- Escalera: cuatro cartas consecutivas. (ejemplo: J-Q-K-A)
- Pinocho: cuatro ases. (ejemplo: A-A-A-A)
- Full: cuatro cartas del mismo número. (ejemplo: 3-3-3-3)
- Trío: tres cartas iguales y una diferente (ejemplo: 7-7-7-4)
- Par doble: dos pares de cartas (ejemplo: 5-5-7-7)
- Par: dos cartas iguales y dos diferentes (ejemplo 8-8-9-5)
- Carta más alta: Gana quien tiene la carta más alta.

Las cartas individuales se evalúan (de más alta a más baja) A, K, Q, J, 10, 9, 8, 7, 6, 5, 4, 3 y 2
El A puede ser usado al principio de una escalera (ejemplo: A-2-3-4) o al final (ejemplo: J-Q-K-A). Los palos no tienen valor. De haber un empate ganará el jugador que tenga la carta más alta, si ambos tienen la misma carta ganará el que tenga la segunda más alta y así sucesivamente.
- Datos: Q3417994